# Atvos
Atvos (anteriormente Odebrecht Agroindustrial e ETH Bioenergia) criada em 2007 com o nome ETH Bioenergia e então pertencente ao grupo Odebrecht, foi fundada para atuar no mercado de produção e comercialização de biocombustíveis, especialmente etanol. Atuando também na produção de açúcar e energia elétrica. Em outubro de 2007 a trading japonesa Sojitz Corporation passou a deter 33% das ações da ETH Bioenergia. Em fevereiro de 2010 a ETH concluiu a compra da Brenco, passando a deter junto da Sojitz Corporation 65% das ações. Em 2013 mudou de nome e passou a ser chamar Odebrecht Agroindustrial. Em dezembro de 2017 em meio as investigações da Operação Lava Jato passou a se chamar Atvos. Em 2023, a empresa foi vendida para o fundo Mubadala dos Emirados Árabes Unidos.